# Richard Dell'Agnola
 (septembre 2024).
Si vous disposez d'ouvrages ou d'articles de référence ou si vous connaissez des sites web de qualité traitant du thème abordé ici, merci de compléter l'article en donnant les références utiles à sa vérifiabilité et en les liant à la section « Notes et références ».
Richard Dell'Agnola, né le 6 février 1949 à Rabat (Maroc), est un homme politique français.
Membre des Républicains, il est maire de Thiais depuis 1983. Il est également vice-président de l'EPT Grand-Orly Seine Bièvre depuis 2016, et vice-président de la métropole du Grand Paris depuis 2017.
Il est député de la douzième circonscription du Val-de-Marne à deux reprises de 1993 à 1997, puis de 2002 à 2012. Il a aussi été conseiller départemental du Val-de-Marne de 1985 à 1993, puis de 2015 à 2017.

## Biographie
Né le 6 février 1949 à Rabat au Maroc, Richard Dell’Agnola s’installe très tôt dans le Val-de-Marne. Après des études de droit, il commence une carrière au ministère de la justice.
Il a notamment été membre du cabinet du ministre de la justice de 1972 à 1978 où il a participé aux travaux de la commission « Informatique et liberté ».
Lorsqu’il était député, Richard Dell’Agnola a été à l’initiative de la loi adoptée le 3 février 2003 relative à la conduite sous l'influence de substances ou plantes classées comme stupéfiants. Inspirée du dispositif réprimant l’alcool, la loi crée ainsi un délit de conduite sous l'influence de stupéfiants, prévoyant la possibilité de faire subir un dépistage à tous les conducteurs s'il existe une ou plusieurs raisons de les soupçonner et rendant obligatoire le dépistage en cas d'accident corporel.
Il est marié et père d’une fille.

## Engagement politique

### Mandats locaux
- 17 mars 1985 - 28 mars 1992 : conseiller général du Val-de-Marne
- 29 mars 1992 - 17 avril 1993 : conseiller général du Val-de-Marne
- 2 avril 1993 - 21 avril 1997 : député du Val-de-Marne
- 16 mars 1998 - 27 juin 2002 : conseiller régional d'Île-de-France
- 16 juin 2002 - 17 juin 2007 : député du Val-de-Marne
- 17 juin 2007 - 17 juin 2012 : député du Val-de-Marne
- 29 mars 2015 - 30 avril 2017 : conseiller départemental du Val-de-Marne
- depuis le 14 mars 1983 : maire de Thiais (Val-de-Marne)
- depuis le 12 janvier 2016 : 3e vice-président de l'établissement public territorial T12, délégué à la stratégie économique
- depuis le 11 mars 2016 : conseiller métropolitain délégué aux Actions de restructuration urbaine de la Métropole du Grand Paris
- depuis le 8 décembre 2017 : vice-président de la Métropole du Grand Paris délégué aux Zones d'activités et Grands équipements

### Députation
Député du 28 mars 1993 au 1er juin 1997 puis du 16 juin 2002 au 17 juin 2012 pour la XIIe circonscription du Val-de-Marne, il a fait partie du groupe RPR UMP